# Општина Ваља Чориј (Јаломица)
Ваља Чориј (рум. Valea Ciorii) општина је у Румунији у округу Јаломица.
Oпштина се налази на надморској висини од 20 m.